# Eric Stough

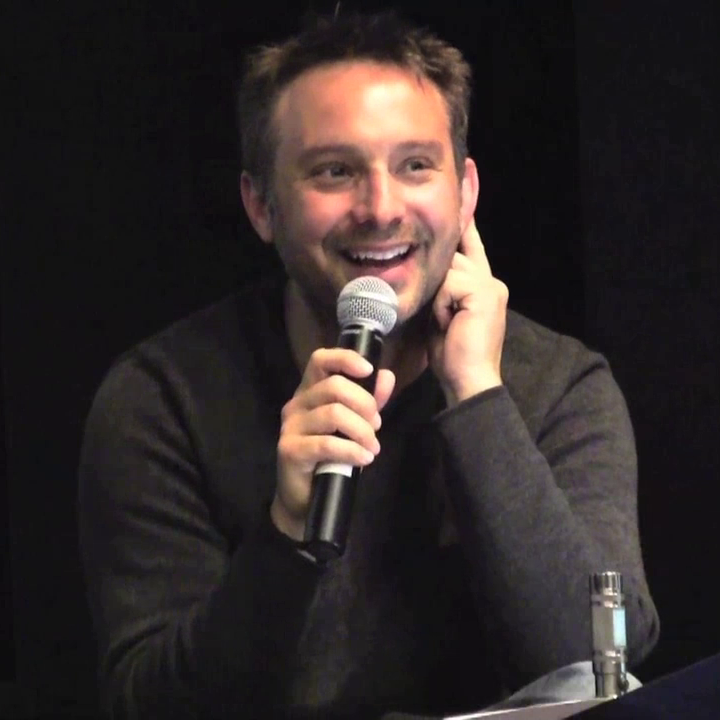
Eric Stough

Eric „Butters“ Stough (* 31. Juli 1972 in Evergreen, Colorado) ist ein US-amerikanischer Animations-Regisseur.

## Leben
Stough ist der Animations-Regisseur der Fernsehserie South Park. Für seine Arbeit an der Serie gewann er vier Emmys (2005, 2007, 2008, 2009). Laut eigener Aussage ist seine Arbeit von The Jerry Springer Show inspiriert. Der ‚South Park‘-Charakter Butters basiert lose auf ihm.
Stough und Trey Parker kennen sich seit ihrer Grundschulzeit. Später ging er mit Trey Parker und Matt Stone auf die University of Colorado at Boulder. Er hat schon bei den ersten Arbeiten von Trey Parker und Matt Stone mitgearbeitet: er hat bei den Dreharbeiten von Cannibal! The Musical als Regieassistent gearbeitet und in Orgazmo mitgespielt. Er beteiligte sich außerdem noch an der handgemachten Pilot Episode Cartman und die Analsonde von South Park.
Ursprünglich war „Butters“ der Spitzname von Eric Stough. In der Episode 3x08 Wenn der Vater mit dem Vater ... wurde beschlossen, einen Charakter zu nehmen, der zuvor keinen festen Namen hatte und nie etwas sagte und ihn Butters zu nennen als Parodie auf Eric Stough.
Stough hat bei South Park gelegentlich auch einige Stimmen gesprochen. Man kann außerdem noch Eric's Hände bei der Anfangssequenz einiger Staffeln sehen.

## Stimmen in South Park
- 610 – Bebe's Brüste bringen Krieg
- 807 – Die Jeffersons
- 1103 – Laustrophobie
- 1206 – Keine Verbindung